# Copa Xunta de Galicia
Copa Xunta de Galicia es el nombre de dos competiciones futbolísticas que tuvieron lugar en Galicia (España). La segunda de ellas, disputada en 2006, fue la precursora de la Copa Galiza que se disputó durante los años 2008 y 2009. Todas estas competiciones tienen en común que contaron con el apoyo institucional de la Junta de Galicia.

## Copa Xunta de Galicia 1989
En 1989 se disputó la primera Copa Xunta de Galicia, subvencionada por la Consejería de Cultura y Deporte de la Junta de Galicia y con la participación de los equipos gallegos de Tercera División. Este torneo se llevó a cabo en paralelo a la Copa Galicia de aquella temporada, que era disputada por equipos de Preferente. El campeón fue el Centro de Deportes Barco, que se impuso en la final a la Sociedad Deportiva Juvenil de Ponteareas por 2–0 en el campo de Santa Isabel (Santiago de Compostela).

## Copa Xunta de Galicia 2006
En 2006 la Dirección General de Deporte de la Junta de Galicia creó la Copa Xunta de Galicia de Clubs de Fútbol. El torneo fue anunciado como “la primera edición” del mismo, sin tener en cuenta el torneo homónimo disputado en 1989. 
La Copa fue presentada en el mes de abril de 2006 por Ánxela Bugallo, Consejera de Cultura y Deporte de la Junta de Galicia, Santiago Domínguez, director general de Deporte de dicha consejería, y Julio Meana, presidente de la Federación Gallega de Fútbol. La organización del torneo corrió a cargo de la Fundación Deporte Galego, la Dirección General de Deporte y la Federación Gallega de Fútbol. Contó con la participación de los clubes gallegos que en la temporada 2005-06 de fútbol estaban en las categorías de Primera división, Segunda división o Segunda división B. La Junta consideró oportuno también invitar al CD Lugo para completar el número de ocho equipos y hacer dos grupos, norte y sur.
En el grupo norte participaron el Deportivo La Coruña, el Racing Club de Ferrol, la SD Negreira y el CD Lugo. En el grupo sur participaron el Celta de Vigo, el Pontevedra CF, el CD Ourense y el filial Celta de Vigo B. Los partidos de la primera fase comenzaron el 6 de agosto de 2006 y finalizaron el 6 de septiembre de 2006. Los dos primeros clasificados de cada grupo pasaron a disputar las semifinales a partido único. La final tuvo lugar en el estadio Ángel Carro de Lugo el 3 de enero de 2007, proclamándose el Celta de Vigo campeón tras derrotar al CD Lugo.
El torneo no es considerado competición oficial ya que no fue aprobado por la Asamblea de la Federación Gallega de Fútbol.

### Primera fase
Grupo Norte
| Equipo                    | Pts | PJ | G | E | P | GF | GC | GD |
| ------------------------- | --- | -- | - | - | - | -- | -- | -- |
| 1. Racing de Ferrol       | 7   | 3  | 2 | 1 | 0 | 5  | 2  | +3 |
| 2. CD Lugo                | 7   | 3  | 2 | 1 | 0 | 4  | 1  | +3 |
| 3. Deportivo de La Coruña | 3   | 3  | 1 | 0 | 2 | 2  | 3  | -1 |
| 4. SD Negreira            | 0   | 3  | 0 | 0 | 3 | 1  | 6  | -5 |

| Fecha                   | Local            | Visitante              | Resultado |
| 6 de agosto de 2006     | SD Negreira      | Racing de Ferrol       | 1 - 3     |
| 9 de agosto de 2006     | CD Lugo          | SD Negreira            | 1 - 0     |
| 12 de agosto de 2006    | CD Lugo          | Racing de Ferrol       | 1 - 1     |
| 18 de agosto de 2006    | SD Negreira      | Deportivo de La Coruña | 0 - 2     |
| 30 de agosto de 2006    | Racing de Ferrol | Deportivo de La Coruña | 1 - 0     |
| 6 de septiembre de 2006 | CD Lugo          | Deportivo de La Coruña | 2 - 0     |

Grupo Sur
| Equipo             | Pts | PJ | G | E | P | GF | GC | GD |
| ------------------ | --- | -- | - | - | - | -- | -- | -- |
| 1. Pontevedra CF   | 9   | 3  | 3 | 0 | 0 | 7  | 0  | +7 |
| 2. Celta de Vigo   | 6   | 3  | 2 | 0 | 1 | 7  | 2  | +5 |
| 3. CD Ourense      | 3   | 3  | 1 | 0 | 2 | 2  | 9  | -7 |
| 4. Celta de Vigo B | 0   | 3  | 0 | 0 | 3 | 1  | 5  | -4 |

| Fecha                   | Local           | Visitante     | Resultado |
| 9 de agosto de 2006     | Celta de Vigo B | CD Ourense    | 1 - 2     |
| 14 de agosto de 2006    | Celta de Vigo B | Pontevedra CF | 0 - 1     |
| 17 de agosto de 2006    | CD Ourense      | Celta de Vigo | 0 - 5     |
| 20 de agosto de 2006    | CD Ourense      | Pontevedra CF | 0 - 4     |
| 30 de agosto de 2006    | Celta de Vigo B | Celta de Vigo | 0 - 2     |
| 6 de septiembre de 2006 | Pontevedra CF   | Celta de Vigo | 2 - 0     |

### Semifinales
El 11 de octubre de 2006 se disputaron las semifinales a una sola vuelta:
| Fecha                 | Local         | Visitante        | Resultado |
| 11 de octubre de 2006 | Celta de Vigo | Racing de Ferrol | 3 - 0     |
| 11 de octubre de 2006 | CD Lugo       | Pontevedra CF    | 1 - 0     |

### Final
| Fecha              | Local   | Visitante     | Resultado |
| 3 de enero de 2007 | CD Lugo | Celta de Vigo | 2 - 3     |

## Copa Galiza 2008
La Copa Xunta de Galicia fue sustituida en 2008 por la Copa Galiza, inicialmente también referida como Copa Galicia hasta la confirmación de su denominación oficial. La Federación Gallega de Fútbol recibió el encargo de organizar la competición por parte de la Junta de Galicia para que comenzase a disputarse en los primeros meses de 2008. La fórmula utilizada para definir la naturaleza de la competición en la bases de la misma fue «patrocinada por la Dirección General para el Deporte de la Junta de Galicia y organizada por la Federación Gallega de Fútbol». La prensa se ha referido al torneo como una competición de carácter amistoso, mientras que la Asociación de Clubes Gallegos de Fútbol instaba a que el torneo fuese reglamentado oficialmente. Así y todo la página web de la Fundación Celta de Vigo afirmaba en 2013 que se había tratado de un torneo oficial. La participación en el torneo era voluntaria. Se disputaron dos ediciones en total.
En la primera de ellas, llevada a cabo en 2008, se sustituyó el sistema de liguilla por un sistema de eliminatoria directa con ocho equipos y se seleccionaron todos los clubs de Primera, Segunda y Segunda B, dejando fuera los equipos filiales e invitando a los dos mejores conjuntos de Tercera división, este último punto con polémica ya que motivó la queja de los clubs de Tercera al sentirse excluidos, con la Asociación de Clubes Gallegos de Fútbol pidiendo que el torneo fuese reglamentado oficialmente (imponiendo unas bases para la competición, obteniéndose la clasificación para el mismo en el terreno de juego y no por amiguismo, y fijándose todos los detalles, como fechas o cantidades económicas a percibir).
Durante el trascurso del torneo hubo muchas quejas hacia la organización, principalmente por el calendario y la dificultad para fijar las fechas de los partidos. Esto acabaría motivando la no participación de los equipos de Primera y Segunda en la siguiente edición. El campeón de esta edición fue el Celta de Vigo que se impuso al Deportivo de La Coruña en penaltis tras finalizar el partido con empate a cero en la final disputada en Orense.

### Cuartos de final
| Fecha              | Local            | Visitante              | Resultado        |
| 9 de abril de 2008 | Racing de Ferrol | Deportivo de La Coruña | 0 - 0 (2-4 p.)   |
| 9 de abril de 2008 | SD Negreira      | CD Lugo                | 3 - 3 (14-13 p.) |
| 9 de abril de 2008 | Coruxo FC        | Celta de Vigo          | 0 - 2            |
| 9 de abril de 2008 | CD Ourense       | Pontevedra CF          | 2 - 2 (7-6 p.)   |

### Semifinales
| Fecha               | Local       | Visitante              | Resultado |
| 15 de abril de 2008 | SD Negreira | Deportivo de La Coruña | 1 - 5     |
| 15 de abril de 2008 | CD Ourense  | Celta de Vigo          | 0 - 1     |

### Final
La final se disputó en campo neutral, en el Estadio de O Couto (Orense):
| Fecha              | Local         | Visitante              | Resultado      |
| 20 de mayo de 2008 | Celta de Vigo | Deportivo de La Coruña | 0 - 0 (6-5 p.) |

## Copa Galiza 2009
La segunda y última edición se disputó en 2009, participando únicamente equipos de Segunda B y Tercera, agrupados en dos grupos. La mayor parte de los de Tercera jugaron una ronda previa, mientras que los de Segunda B y tres exentos de Tercera se unieron a las eliminatorias en la segunda ronda. Se proclamó campeón de esta última edición el Centro Cultural e Deportivo Cerceda al imponerse 3–0 ante el Santa Comba en la final disputada en el Estadio de San Lázaro (Santiago de Compostela).

## Historial

### Primera etapa
| Año  | Campeón | Subcampeón | Notas                   |
| ---- | ------- | ---------- | ----------------------- |
| 1989 | Barco   | SD Juvenil | I Copa Xunta de Galicia |

### Segunda etapa
| Año  | Campeón       | Subcampeón             | Notas                                      |
| ---- | ------------- | ---------------------- | ------------------------------------------ |
| 2006 | Celta de Vigo | C. D. Lugo             | I Copa Xunta de Galicia de Clubs de Fútbol |
| 2008 | Celta de Vigo | Deportivo de La Coruña | I Copa Galiza                              |
| 2009 | Cerceda       | Santa Comba            | II Copa Galiza                             |